# Reinos nubios cristianos
Los conceptos «Nubia cristiana» o «Nubia medieval» hacen referencia al período de la historia de esta región en el que se conformaron los reinos nubios cristianos hasta su desintegración. Estas entidades políticas fueron de los pocos territorios que resistieron a las acometidas islámicas en su expansión por el Norte de África. A pesar de las continuidades culturales, la introducción del cristianismo supuso tal cambio que se estudia dentro de la historia sudanesa como un período concreto. Sin embargo, esta resistencia cristiana frente al avance del Islam ha pasado bastante desapercibida a lo largo de la Historia, lo que se refleja en la escasez de documentos que hablan sobre ella.

## La problemática de las fuentes

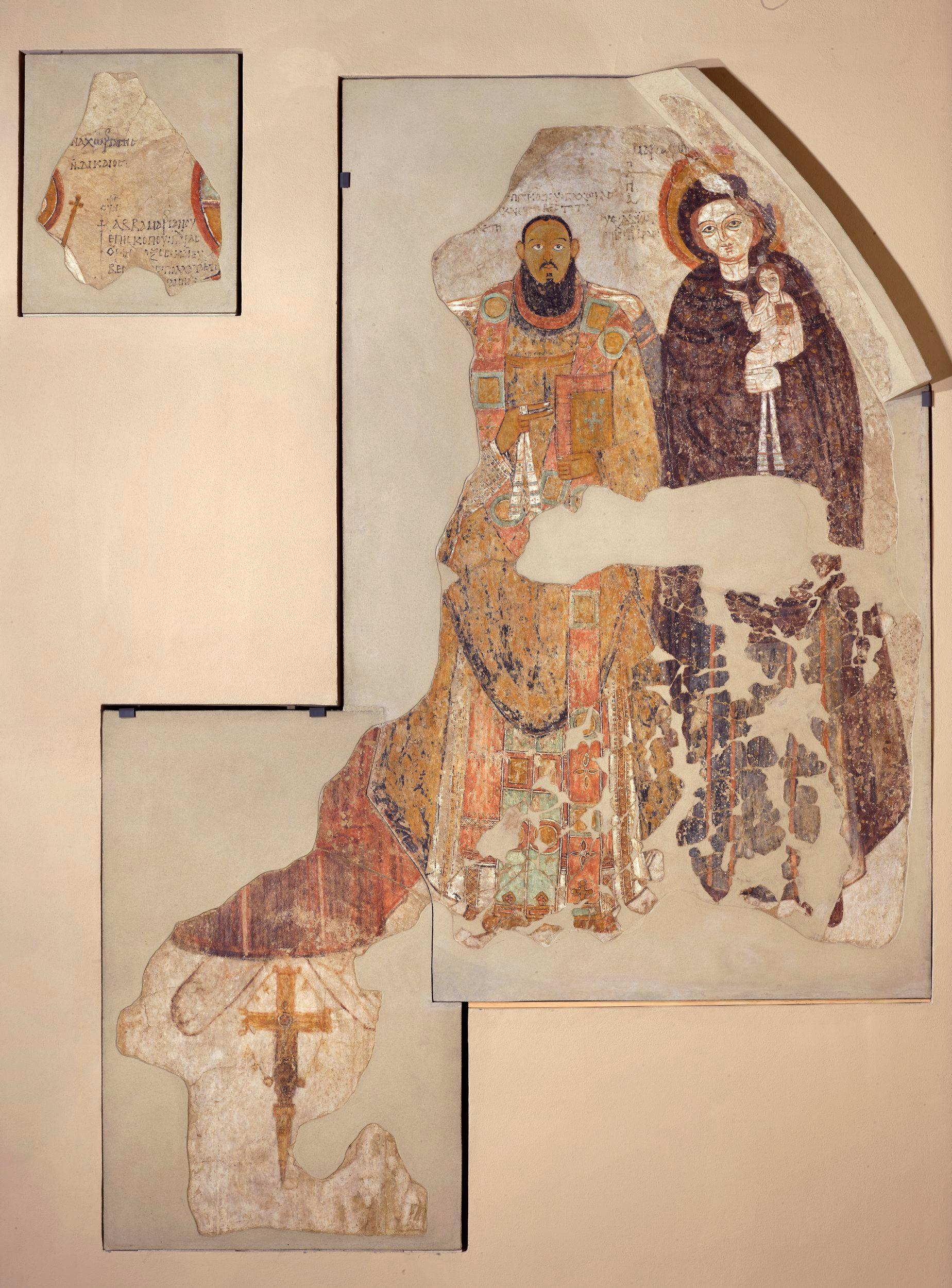
Representación del obispo de Faras con la Virgen María y el Niño Jesús (Museo Nacional de Varsovia)

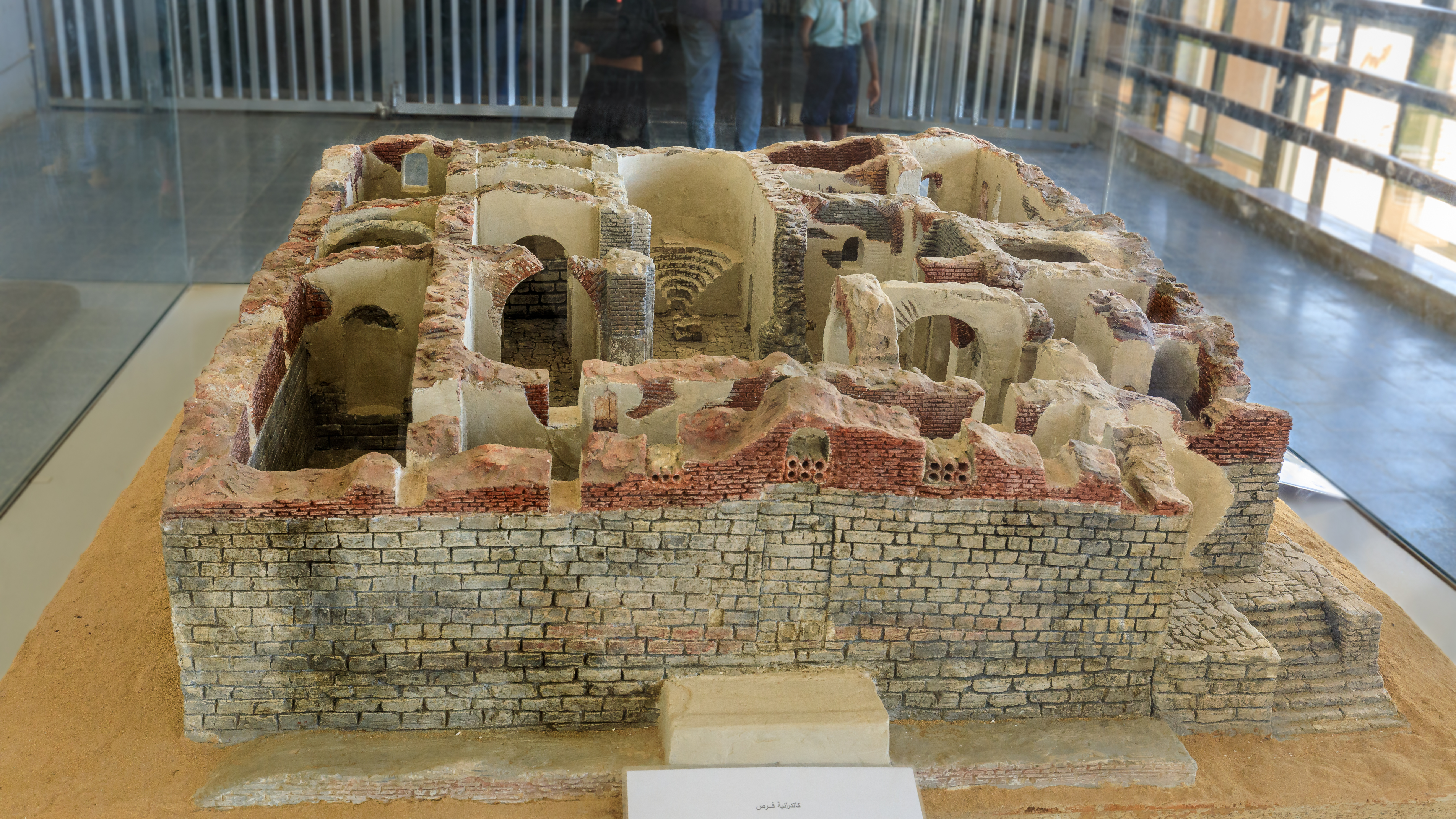
Modelo de la Catedral de Faras (Museo Nacional de Sudán)

Los reinos nubios de religión cristiana están rodeados por un halo de desconocimiento. Si bien es cierto que hay una gran evidencia arqueológica en torno al área entre la primera y segunda catarata del río Nilo, carecemos de ese volumen de conocimientos más al sur. De hecho, los propios nombres de dichos reinos se confunden en los documentos, aunque siempre se repiten los mismos: Nobatia, Makuria y Alodia. El problema reside en la delimitación de dichos reinos y la confusión de las referencias históricas a los mismos, de las cuales algunas son sencillas de relacionar y otras tienen mayores complicaciones. Por las características de los reinos, a veces se confunde Nobatia con Makuria y, por otro lado, Alodia también es referida como Alua o Alwak en las fuentes árabes, en las cuales también se nombra a Makuria como Maqurra.
Las fuentes escritas son eminentemente de origen musulmán, de historiadores y geógrafos que visitaron la región, pero también hay documentos escritos por cristianos y unos pocos de origen indígena. No obstante, estos últimos son de carácter teológico y no tienen mucha información histórica. Los historiadores y documentos que hablan de la historia de Nubia en la Edad Media han sido recopilados por autores como Quatremère, que los tradujo al francés a principios del siglo XIX, o Vantini con un manual de campo para los arqueólogos de la Nubia medieval.
La arqueología, en cambio, ha aportado mucha información en lo que a cultura material se refiere, pero más bien poca en cuanto a eventos históricos, salvo una excepción: la excavación de Faras entre 1961 y 1964 (subvencionada por la UNESCO y dirigida por un equipo polaco) y en Qasr Ibrim, que aportan datos sobre los reyes nubios y sobre la diócesis de Faras.

## Origen y ubicación geográfica

Mapa de los Reinos Nubios

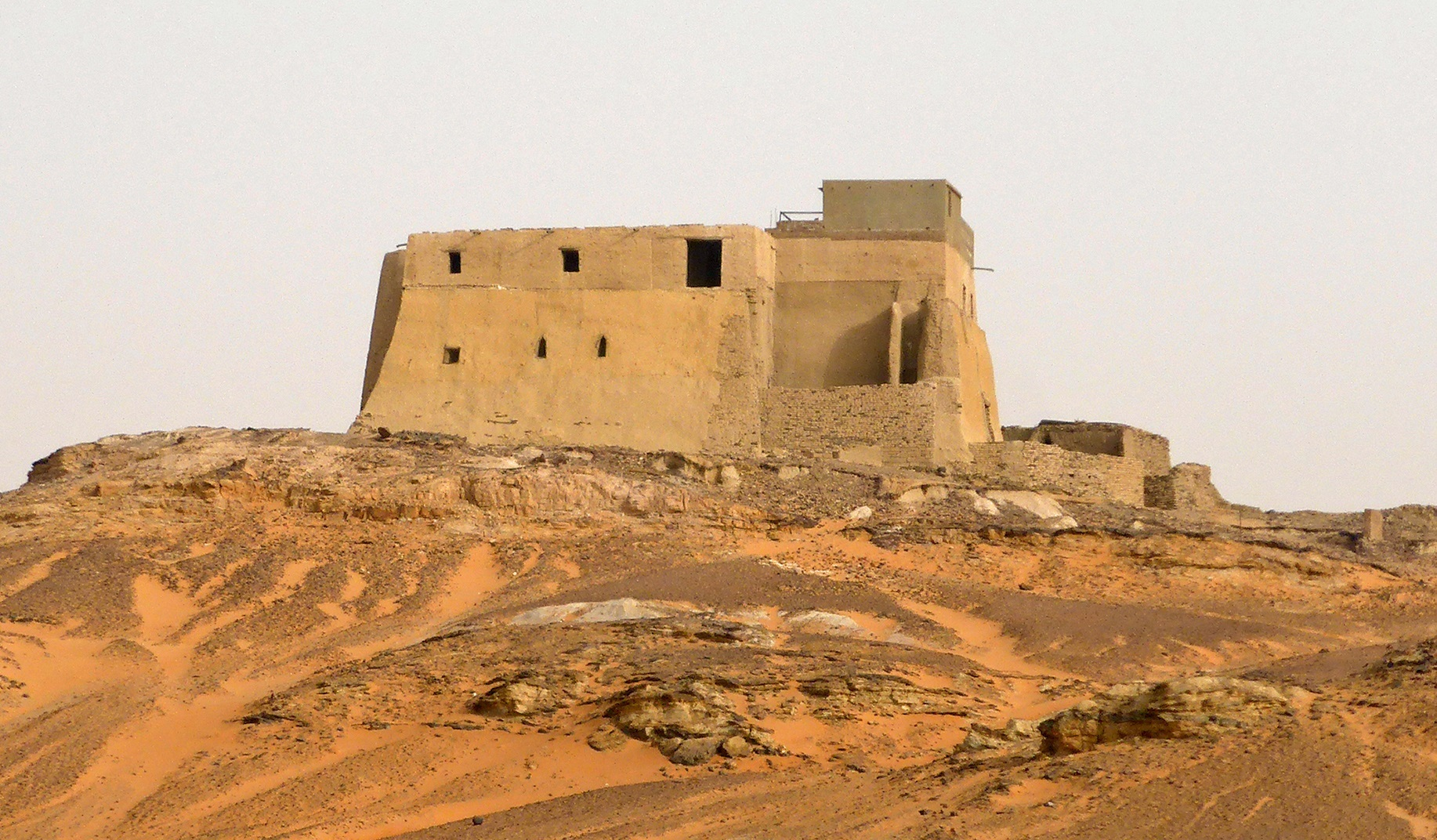
Ruinas del Salón del Trono de Vieja Dongola

El origen de los reinos nubios cristianos se ha relacionado con el declive de la fase meroítica del Reino de Kush en el siglo IV. No hay muchos datos acerca de su período final y las pocas evidencias son difíciles de interpretar. Hubo una posible conquista de la capital kushita, Meroe, por el vecino Reino de Aksum a mediados de siglo, lo cual probablemente contribuyera a la desarticulación del Reino de Kush. Esto no devino en cambios culturales de la región nubia (la cultura material siguió evolucionando, pero tenía continuidad con el período anterior), sino más bien en una descentralización del territorio que amparó la formación de estos reinos, cuyo gran cambio estuvo radicado en el área de la religión con la llegada del cristianismo.
La versión más repetida en los documentos históricos e investigaciones y, por ende, la más posible referida a la ubicación de los reinos nubios cristianos, los sitúa en torno al río Nilo, al sur de Egipto, a partir de la primera catarata. El reino más próximo a este último sería Nobatia, cuyo dominio se extendería desde la primera a la tercera catarata y con capital en Faras. A partir de la tercera catarata y hasta la quinta, se situaría Makuria, con capital en Vieja Dongola. Y, por último, Alodia, con capital en Soba, cerca de la actual Jartum, haciendo frontera al norte con Makuria en la quinta catarata y desconocida al sur.

## El cristianismo
Hay datos que evidencian la presencia del cristianismo en Nubia anterior al 543, la fecha que se tiene por la oficial. Se han hallado algunos objetos en tumbas y elementos cerámicos con motivos en cruz, aunque no son suficientes para asegurar la cristianización del área. En cambio, el equipo de la excavación de Faras argumenta la presencia inequívoca de cristianos desde principios del siglo V, con los restos de una supuesta iglesia erigida en ladrillos de barro. Esta comunidad prematura, no obstante, desapareció poco después.
La primera constancia oficial del cristianismo en los reinos nubios se remonta al año 538/543, cuando un misionero convierte al rey de Nobatia al monofisismo. Además, en el año 552 el general bizantino Narsés, a la órdenes de Justiniano, nombra al obispo de Filé, Teodoro, como obispo de Nubia, el primero conocido. En esta época, la influencia pagana egipcia había perdido fuerza en Nubia y tanto las fuentes escritas como las arqueológicas demuestran una conversión a ritos de enterramiento cristianos en la segunda mitad del siglo, tanto por parte de los gobernantes como de la masa social. Una inscripción en copto en el Templo de Dendur describe la conversión de templo pagano a iglesia el 22 de enero del 559 o 574 (año incierto) bajo el reinado de Eirpanome. Dice además que la cruz la recibió el cura de parte del obispo de Filé. Esta inscripción aporta también nombres y títulos de varios oficiales del reino.

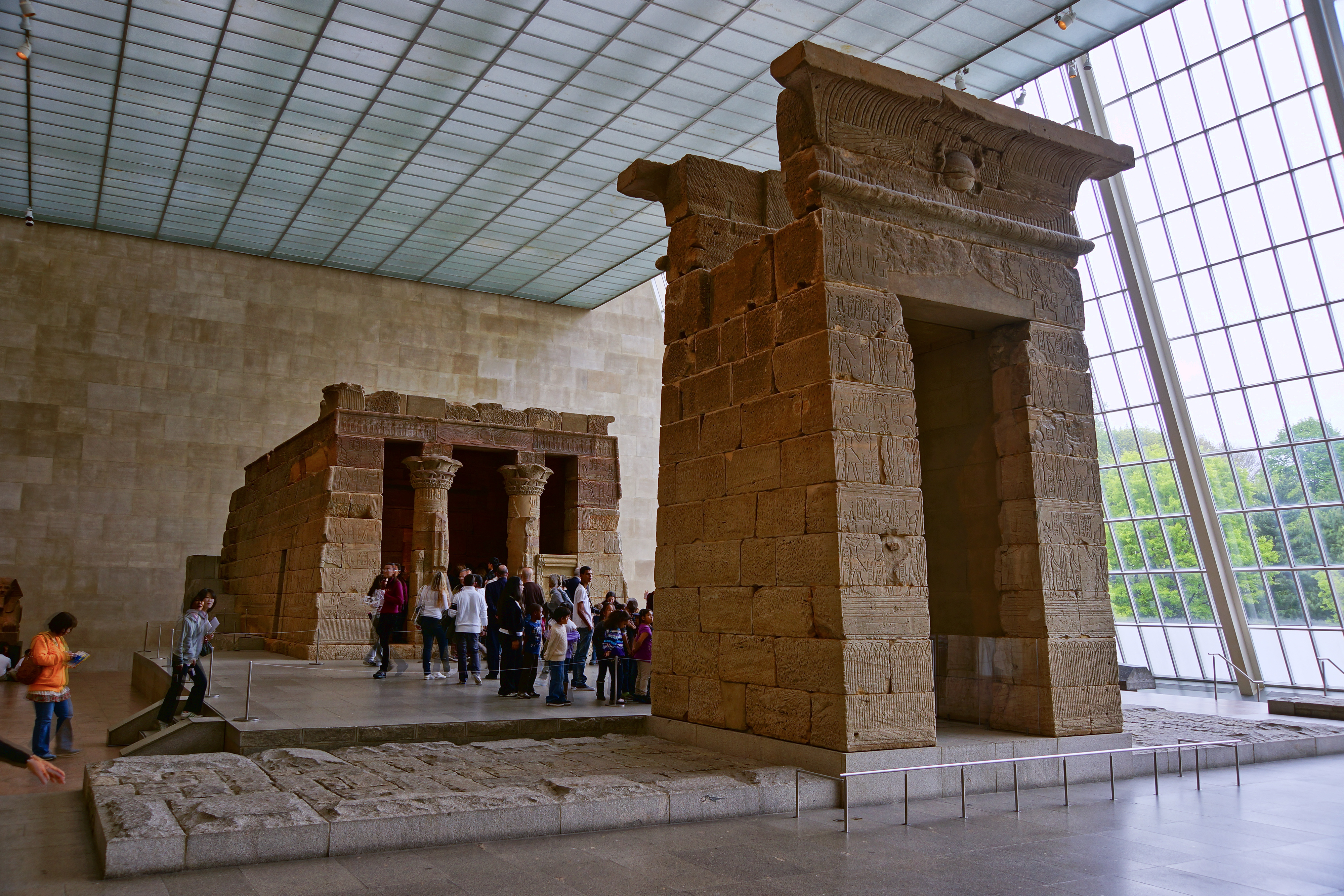
Templo de Dendur (Museo Metropolitano de Arte, Nueva York)

Conocemos dos misiones cristianas independientes, una de la rama ortodoxa melquita, promovida por Justiniano y la cual se conoce a través de Juan de Éfeso, además de una segunda monofisita enviada por Teodora. Egipto seguía más esta segunda rama, y por esto la emperatriz tuvo ayuda del gobernador de Tebas para retrasar a los melquitas, por lo que Juliano, el misionero monofisita, tuvo buena acogida en Nubia. Otros misioneros como Teodoro o Longinus estuvieron algunos años predicando también, y este último fue invitado a la corte de Alodia. En 569-580 se produce la conversión de su rey y del pueblo no mucho después al monofisismo, al igual que su homólogo en Nobatia casi tres décadas antes, mientras que en Makuria continúa la ortodoxia melquita, instaurada por los misioneros enviados por Justiniano. Juan de Éfeso describe precisamente como Longinus fue atacado en Makuria durante su viaje al sur. El relato que describe la misión melquita habla de cómo este reino se había convertido a esta rama en torno al 570.
No obstante, estos relatos dan una descripción favorable a su propio grupo y, posiblemente, la realidad no se cimentara en una división teológica tan firme y fuera más compleja, aunque las casas reales si pudieran entrar en ese patrón de una Nobatia y Alodia monofisita frente a una Makuria melquita. Incluso en Faras hubo períodos en los que fueron elegidos obispos melquitas. No obstante, fuera cual fuera su confesión, es incuestionable que el cristianismo se aceptó en Nubia rápidamente. La evidencia arqueológica sugiere un cambio drástico en los ritos de enterramiento a un estilo cristiano, al igual que la presencia de iglesias construidas a partir del 600 junto a templos paganos reconvertidos a mediados del siglo sexto, como la iglesia de Rivergate en Faras, posiblemente la primera usada de manera oficial por un monarca nubio.

## Relaciones entre los reinos
En cuanto a las relaciones entre estos tres reinos cristianos no queda clara, aunque las fronteras probablemente habrían sido bastante fluidas y, además, compartían cultura material, religión, idioma y habían estado unidos bajo el gobierno meroítico. A partir de cierto momento se produjo la unificación de dos de estos reinos, Nobatia y Makuria, que serían conocidos bajo el único nombre de Makuria, pues la capital se fijó en Vieja Dongola. El proceso en sí no se conoce, pero en algún momento entre el 690-710, posiblemente en el 697, el rey Merkurios tendría la corona de ambos reinos, si bien otros autores opinan que Makuria ya tenía jurisdicción sobre toda Nubia a mediados del siglo VII. Independientemente de esto, Nobatia mantuvo un elemento de autogobierno, la figura política del eparca: un gobernador territorial similar a un virrey, aunque sus poderes no terminan de quedar claros.
El cronista Juan el Diácono en su obra “Vida del Patriarca [de Alejandría] Miguel” describió a Merkurios como el “nuevo Constantino”, por lo que habría jugado un papel importante en el desarrollo del cristianismo en Nubia, posiblemente la imposición del monofisismo. Si la división de confesiones entre ambos reinos fuera tan rígida, esto significaría la victoria de la rama teológica del reino anexado en vez de la del nuevo grupo gobernante. Otra teoría sostiene que esta unión se habría hecho antes de lo pensado tradicionalmente, pues en las fuentes árabes de mediados del siglo séptimo se habla de Dongola como única ciudad capital y no se menciona la existencia de dos reinos distintos. Por otro lado, se desconoce cómo afectó todo esto a la relación con el tercer reino.

## La llegada del Islam

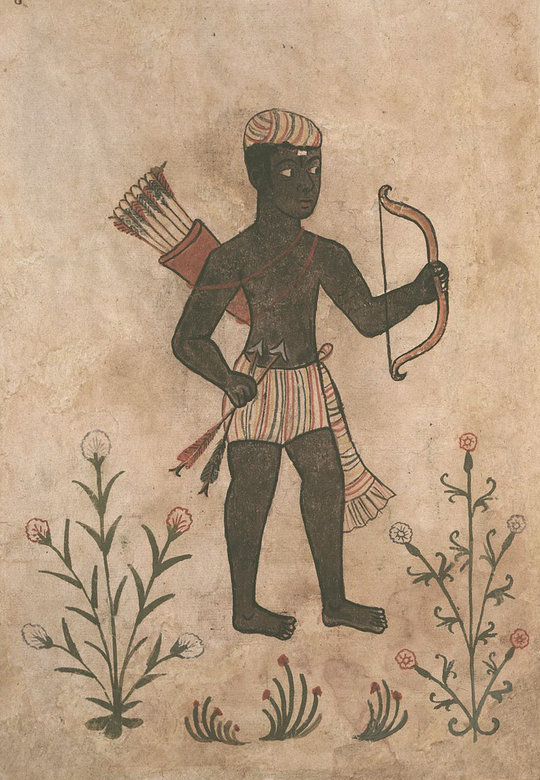
Representación de arquero nubio en el Códex Casanatense del siglo XVI

Tras la conquista musulmana de Egipto, finalizada en el 641, el ejército árabe liderado por Amr ibn al-As penetró en la Nubia cristiana, donde se encontró con una fiera resistencia, según relató el historiador persa Al-Baladhuri, en la que destacaron los famosos arqueros nubios, conocidos por los árabes como ruma tal-hadag (“el que hiere en los ojos”). Amr no quiso retirarse a pesar del gran nivel militar nubio y fue solo cuando lo sucedió Abdallah ibn Sa’d que se firmó la paz en el 645. En el 651, no obstante, los árabes lanzaron otra campaña militar contra los nubios, al parecer porque los nubios rompieron el tratado, según Al-Maqrizi. Estas incursiones se alargaron hasta el 652, año en el que pactaron una tregua con el reino de Makuria, conocida como el baqt. Existen varias versiones sobre el tratado de paz según el historiador que diera cuenta de él, pero el más completo es el de Al-Maqrizi. La naturaleza de este pacto era bastante peculiar, pues si bien no era de una relación entre iguales, mantenía elementos de reciprocidad. A su vez, para los historiadores árabes era un tratado con cierta ambigüedad, pues no integraba a Nubia dentro del Dar al-Islam (el territorio controlado por musulmanes) ni dentro del Dar al-Harb (el territorio que los musulmanes podían atacar libremente).
Este tratado comprometió a los nubios a entregar 360 esclavos anuales a cambio de productos egipcios (comida, telas y vino), así como a la seguridad de los comerciantes por ambas partes. La versión de Al-Maqrizi no incluye un aspecto mencionado por Al-Baladhuri, según el cual los musulmanes entregaban otros recursos a cambio. También se incluyeron una serie de acuerdos que regulaban las relaciones entre musulmanes y nubios, como la obligación de mantener mezquitas en funcionamiento o la captura y entrega de esclavos fugados. Con este pacto se inició un periodo de prosperidad comercial entre árabes y cristianos. La ausencia de amenaza en la frontera norte permitió a los reinos nubios desarrollar una cultura propia durante cinco siglos al margen del mundo musulmán. Si bien hubo un flujo casi constante de musulmanes, este no fue suficiente para afectar a esta cultura con tanta influencia copta y bizantina. Entre los siglo VIII y XI, Nubia experimentó un gran progreso con una administración estable y tradiciones artísticas propias bien definidas.

[...] sois comunidades de Nubia que disfrutáis de las garantías de Alá y de Su Mensajero Mahoma, el Profeta; con la condición de que no os haremos la guerra, ni os declararemos la guerra, ni os saquearemos, siempre que cumpláis las condiciones que están vigentes entre nosotros y vosotros [...]
Al-Maqrizi, Al Mawaiz wa al-'i'tibar bi dhikr al-khitat wa al-'athar

## La guerra contra los musulmanes

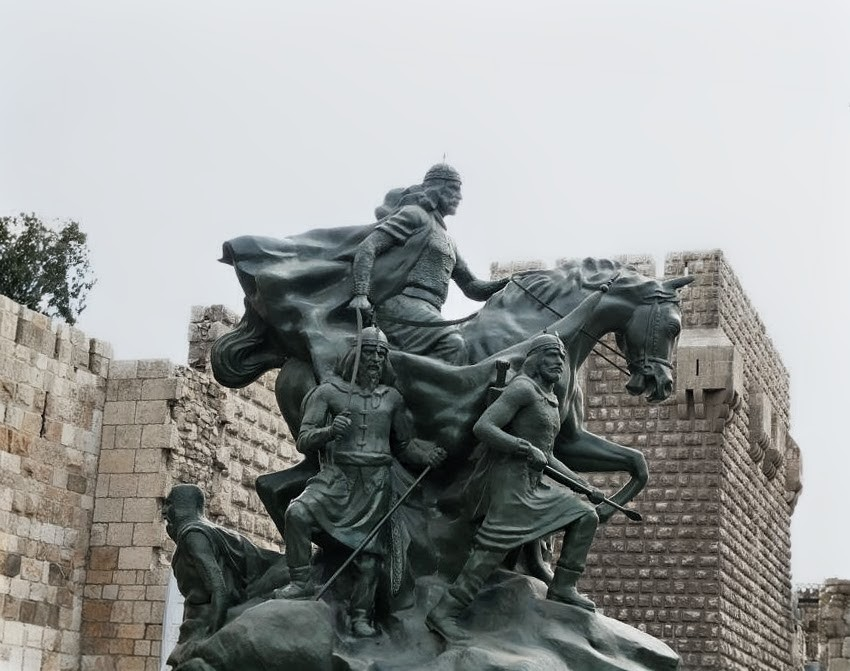
Estatua de Saladino en Damasco

En el año 1171, Saladino rompió el acuerdo al acabar con el ejército de esclavos (otros autores mantienen que eran soldados reclutados) de los fatimíes, que eran quienes habían pactado con los nubios. Esto derivó en incursiones nubias en el sur de Egipto, que atacaron Asuán y avanzaron hasta el Alto Egipto. Eso derivó en una respuesta de Saladino en el norte de Nubia por medio de su hermano Turan Shah. En 1173 conquistó Qasr Ibrim, donde capturó muchos prisioneros y convirtió la Iglesia de Santa María en una mezquita. El fanatismo de la nueva dinastía se vio reflejada aquí, pues mataron 700 cerdos (muy consumidos por los nubios), quemaron la cruz y torturaron al obispo. Turan Shah dejó una guarnición de caballería al mando de Ibrahim al-Kurdi, que hizo incursiones más al sur, pero en 1175 se retiraron, tras lo cual los nubios recuperaron Qasr Ibrim y restauraron la iglesia. Después de esto no se tiene mucha más información de los cien años siguientes, por lo que parece que no hubo más intervención de los Ayubidas en Nubia.

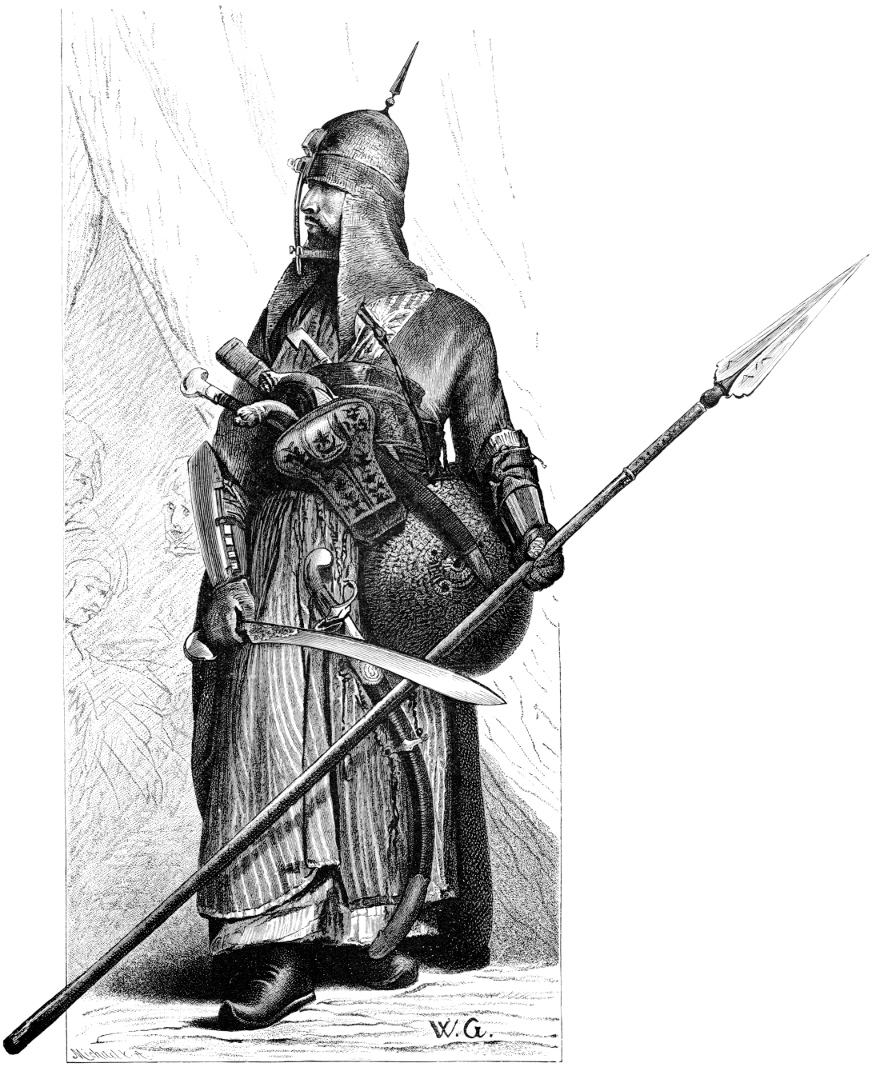
Ilustración de guerrero mameluco

La toma de Egipto por parte de los Mamelucos, más agresivos que sus predecesores, supuso una nueva época de conflicto con Nubia. El rey David atacó Asuán en 1272, pero resultó en victoria mameluca, los cuales capturaron a varios oficiales y los ejecutaron en Egipto. La influencia mameluca en Nubia se fortaleció cuando en 1275 el sobrino de David, Shekanda, acude a la corte de Baibars y le pide ayuda para derrocar a David II, que había sucedido al anterior. Baibars accedió y mandó un ejército a Nubia, en donde David II huyó y el eparca apoyó la candidatura de Shekanda, convirtiéndose este en rey. Tras esto, el sultán se quedó como recompensa la región septentrional de Nubia bajo control directo de Egipto, al igual que endureció los pagos del baqt con el tributo anual de elefantes, jirafas, camellos y toros. Esta humillación fue más dura con la destrucción de una iglesia en Dongola y el traslado a Egipto de los objetos de oro y plata que en ella había. A partir de aquí, los mamelucos tuvieron un control directo sobre Nubia y estuvieron detrás de las intrigas palaciegas.
Las batallas entre ambos bandos se fueron reproduciendo a lo largo de las décadas. Sin embargo, las comunidades islámicas se fueron asentando en los reinos cristianos, sobre todo a raíz de expulsiones de disidentes de Egipto hacia el sur. Este asentamiento que se desarrolló a lo largo de los siglos tomó especial relevancia cuando en torno al año 1317 un musulmán ocupó el trono de Makuria, convirtiendo la catedral de la antigua Dongola en mezquita. La última referencia a un rey de Makuria la tenemos por el historiador árabe Ibn Jaldún a finales de siglo: «No ha quedado vestigio alguno de autoridad regia en esa tierra, ya que el sistema del nomadismo árabe sumió en un caos total su modo de vida, dando lugar a un estado de guerra incesante». A su vez, lo árabes accedieron a las tierras más húmedas y a los mejores pastos de Alodia. De los acontecimientos en este reino apenas hay información, pero posiblemente la penetración árabe fuera gradual a través de pequeños grupos que más adelante crecerían en influencia. Con el tiempo, empezaron a tener aspiraciones políticas y con el surgimiento de un líder, Abdullah Jamma (posiblemente una figura mítica según algunos autores), formarían una tribu unificada, los Abdullab, que hiciera frente a los gobernantes de Alodia.

## El fin del cristianismo
A finales del siglo XV, ya poco quedaba de los reinos nubios y por la gran influencia musulmana desde los conflictos con los Mamelucos, probablemente parte de la población se hubiera convertido a principios del XIV. En las postrimerías del mismo siglo ya hay datos que indican la conversión al islam de las casas nobles y que la administración pasaría a manos árabes. Empero, en 1504 se documenta la conquista de Makuria por los Funj, quienes se convirtieron al islam e iniciaron un período de tres siglos de pobreza y desorden en sus dominios, que abarcaban desde el sur hasta la tercera catarata. Tradicionalmente se ha pensado que los Funj se aliaron con los Abdullab, pero estudios más recientes sugieren que estos ya habían tomado control de Alodia antes de su llegada y que a la postre serían conquistados por los invasores. Independientemente de esto, el territorio de Alodia fue el más arabizado en todo el Sudán actual. Todo este período se caracterizó por seguir estando marcado por la arabización e islamización, especialmente de la mano de los nómadas. En definitiva, el cristianismo fue desapareciendo de esta región, si bien existen varias referencias aisladas en fechas concretas como 1710, 1742 o 1870 que pueden hacer pensar en una pervivencia y continuidad de pequeñas comunidades cristianas en la región histórica de Nubia más allá de finales de la Edad Media.